# Interstate 43
I-43 eller Interstate 43 är en amerikansk väg, Interstate Highway, i Wisconsin.